# Ectoplasma (paranormal)
En l'espiritisme, un ectoplasma, també conegut com simplement ecto, és una substància o energia espiritual "exterioritzada" pels mitjans físics. Va ser encunyat el 1894 per l'investigador psíquic Charles Richet. Tot i que el terme està molt estès a la cultura popular, no hi ha cap evidència científica que existeixi ectoplasma i molts presumptes exemples van ser exposats com a enganys fets a partir d'⁣estamenya, gases o altres substàncies naturals.
El terme prové de les paraules del grec antic ἐκτός ektos, "fora" i πλάσμα plasma, "qualsevol cosa formada".

## Fenomenologia
En l'espiritualisme, es diu que l'ectoplasma està format per mitjans físics quan es troba en estat de trànsit. Aquest material s'excreta com una substància semblant a una gasa des dels orificis del cos del medi i es diu que les entitats espirituals cobreixen aquesta substància sobre el seu cos no físic, cosa que els permet interactuar en l'univers físic i real. Alguns relats afirmen que l'ectoplasma comença clar i gairebé invisible, però s'enfosqueix i es fa visible a mesura que l'energia psíquica es fa més forta. Altres relats afirmen que en casos extrems l'ectoplasma desenvoluparà una forta olor. Segons alguns medis, l'ectoplasma no es pot produir en condicions de llum perquè la substància ectoplasmàtica es desintegraria.
L'investigador psíquic Gustav Geley va definir l'ectoplasma com "d'aspecte molt variable, de vegades vaporós, de vegades una pasta de plàstic, de vegades un feix de fils fins o una membrana amb inflor o serrells, o un teixit fi semblant a un teixit". Arthur Conan Doyle va descriure l'ectoplasma com "una substància viscosa i gelatinosa que semblava diferir de totes les formes conegudes de matèria perquè podia solidificar-se i utilitzar-se amb finalitats materials".
L'existència física de l'ectoplasma no s'ha demostrat científicament, i s'ha trobat que les mostres provades que suposadament són ectoplasma són diverses substàncies no paranormals. Altres investigadors han duplicat, amb materials no sobrenaturals, els efectes fotogràfics que de vegades es diu que demostren l'existència d'ectoplasma.

## Força ectènica

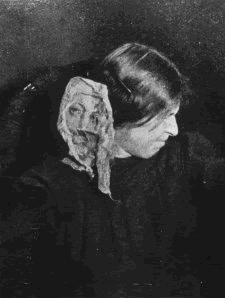
Eva Carrière amb un ectoplasma fals fet a partir d'una foto de notícia (1912).

La idea d'ectoplasma es va fusionar amb la noció d'una "força ectènica" per alguns dels primers investigadors psíquics que buscaven una explicació física per als informes de psicocinesi a les sessions. La seva existència va ser inicialment plantejada pel comte Agenor de Gasparin, per explicar els fenòmens de girar la taula durant les sessions d'espiritualisme. El concepte "força ectènica" va ser nomenat pel col·lega de Gasparin, M. Thury, professor d'història natural a l'Acadèmia de Ginebra. Entre ells, de Gasparin i Thury van dur a terme una sèrie d'experiments amb força ectènica, i van reclamar cert èxit. El seu treball però no va ser verificat de manera independent.
Altres investigadors psíquics que van estudiar la mediumnitat van especular que dins del cos humà existia un fluid no identificat anomenat "psicode", "força psíquica" o "força ectènica" i que podia ser alliberat per influir en la matèria. Aquesta opinió va ser sostinguda per Camille Flammarion i William Crookes, però un investigador psíquic posterior Hereward Carrington va assenyalar que el fluid era hipotètic i mai s'havia descobert.
L'investigador psíquic WJ Crawford (1881–1920) havia afirmat que una substància fluida era responsable de la levitació d'objectes després de presenciar la medium Kathleen Goligher. Crawford, després de presenciar diverses de les seves sessions, va afirmar haver obtingut fotografies amb llanterna de la substància; més tard va descriure la substància com "plasma". Va afirmar que la substància no és visible a ull nu, però que el cos la pot sentir.
El físic i investigador psíquic Edmund Edward Fournier d'Albe va investigar més tard la mèdium Kathleen Goligher en moltes sessions i va arribar a conclusions contràries a Crawford; segons D'Albe, no s'havia produït cap fenomen paranormal com la levitació amb Goligher i va declarar que havia trobat proves de frau. D'Albe va afirmar que la substància a les fotografies de Crawford era mussolina normal i corrent. Durant una sessió, D'Albe havia observat mussolina blanca entre els peus de Goligher.

## Frau

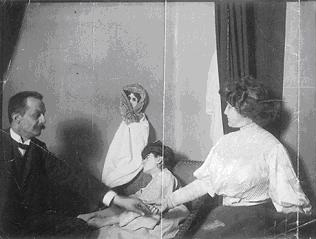
La mèdium Linda Gazzera retratada com una nina amb ectoplasma.

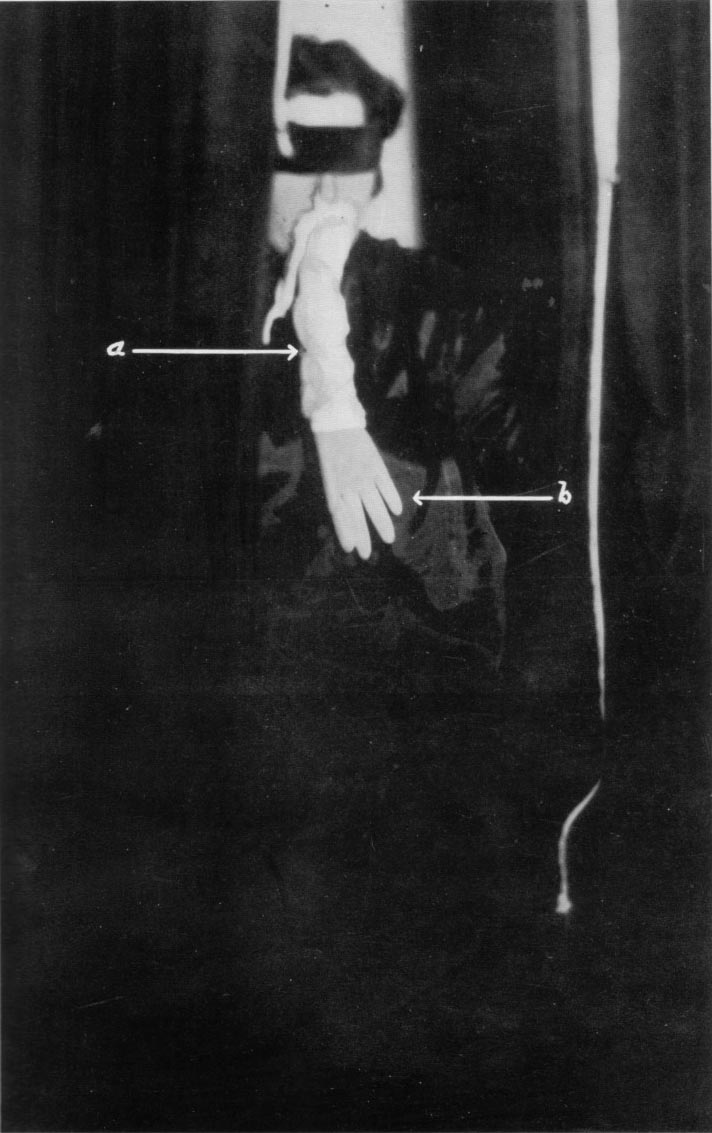
Helen Duncan amb un suposat ectoplasma, analitzat per Harry Price que resultà ser de gasa i un guant de goma.

En moltes ocasions s'ha demostrat que l'ectoplasma és fraudulent. Molts mitjans havien utilitzat mètodes per empassar i regurgitar estopines, productes tèxtils allisats amb midó de patata i en altres casos l'ectoplasma es feia amb paper, drap i clara d'ou o muselina de mantega.
Les investigacions de la Society for Psychical Research sobre la mediumnitat van exposar molts mitjans fraudulents que van contribuir a la disminució de l'interès per la mediumnitat física. El 1907, Hereward Carrington va exposar els trucs dels mitjans fraudulents com els que s'utilitzen en l'escriptura de pissarra, el torn de taula, la mediumnitat de trompeta, les materialitzacions, la lectura de cartes segellades i la fotografia d'esperits.
A principis del segle xx, l'investigador psíquic Albert von Schrenck-Notzing va investigar la mèdium Eva Carrière i va afirmar que les seves "materialitzacions" d'ectoplasma no eren d'esperits sinó el resultat d'una "ideoplàstia" en la qual el medi podia formar imatges sobre l'ectoplasma des de la seva ment. Schrenck-Notzing va publicar el llibre Phenomena of Materialisation (1923) que incloïa fotografies de l'ectoplasma. Els crítics van assenyalar que les fotografies de l'ectoplasma van revelar marques de retalls de revistes, agulles i un tros de corda. Schrenck-Notzing va admetre que en diverses ocasions Carrière va introduir de contraban enganyosament agulles a la sala d'espiritualitat. El mag Carlos María de Heredia va replicar l'ectoplasma de Carrière amb una pinta, una gasa i un mocador.
Donald West va escriure que l'ectoplasma de Carrière era fals i estava fet de cares de paper retallades de diaris i revistes en les quals de vegades es podien veure marques de plecs a les fotografies. Una fotografia de Carrière presa de la part posterior de la cara d'ectoplasma va revelar que estava feta a partir d'una revista retallada amb les lletres "Le Miro". La cara bidimensional havia estat retallada de la revista francesa Le Miroir. Els números anteriors de la revista també coincidien amb algunes de les cares d'ectoplasma de Carrière. Les cares retallades que va utilitzar incloïen Woodrow Wilson, el rei Ferran de Bulgària, el president francès Raymond Poincaré i l'actriu Mona Delza.

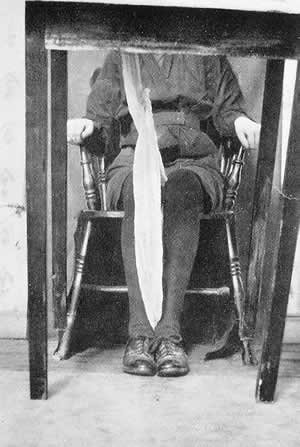
Kathleen Goligher amb un suposat ectoplasma fet de muselina.

Després que Schrenck-Notzing va descobrir que Carrière havia tret les seves cares d'ectoplasma de la revista, la va defensar al·legant que havia llegit la revista, però la seva memòria havia recordat les imatges i s'havien materialitzat en l'ectoplasma. A causa d'això, Schrenck-Notzing va ser qualificat de crèdul. Joseph McCabe va escriure "A Alemanya i Àustria, el baró von Schrenck-Notzing és burla dels seus col·legues mèdics".
El mèdium danès Einer Nielsen va ser investigat per un comitè de la Universitat de Kristiania a Noruega l'any 1922 i es va descobrir en una sessió que el seu ectoplasma era fals. També va ser atrapat amagant ectoplasma al seu recte. Mina Crandon era un mitjà famós conegut per produir ectoplasma durant les seves sessions de sessió. Va treure una petita mà ectoplasmàtica de l'estómac que es movia a la foscor. La seva carrera va acabar, però, quan els biòlegs van examinar la mà i van trobar que estava feta d'un tros de fetge d'animal tallat. Walter Franklin Prince va descriure el cas Crandon com "el complex cas de frau més enginyós, persistent i fantàstic de la història de la investigació psíquica".
Els investigadors psíquics Eric Dingwall i Harry Price van tornar a publicar un treball anònim d'un antic mèdium, titulat Revelations of a Spirit Medium (1922), que va exposar els trucs de la mediumnitat i els mètodes fraudulents per produir "mans espirituals". Originalment, tots els exemplars del llibre van ser comprats per espiritistes i destruïts. Sobre el tema de l'ectoplasma i el frau, John Ryan Haule va escriure:
| « | (anglès) Because ectoplasm was believed susceptible to destruction by light, the possibility that ectoplasm might appear became a reason for making sure that Victorian séances took place in near darkness. Poor lighting conditions also became an opportunity for fraud, particularly as faux ectoplasm was easy to make with a mixture of soap, gelatin and egg white, or perhaps merely well-placed muslin. | (català) Com que es creia que l'ectoplasma era susceptible a la destrucció per la llum, la possibilitat que l'ectoplasma pogués aparèixer es va convertir en una raó per assegurar-se que les sessions d'espiritualitat victoriana tinguessin lloc a la foscor. Les males condicions d'il·luminació també es van convertir en una oportunitat de frau, sobretot perquè l'ectoplasma falso era fàcil de fer amb una barreja de sabó, gelatina i clara d'ou, o potser simplement muselina ben col·locada. | » |
| — | | |   |

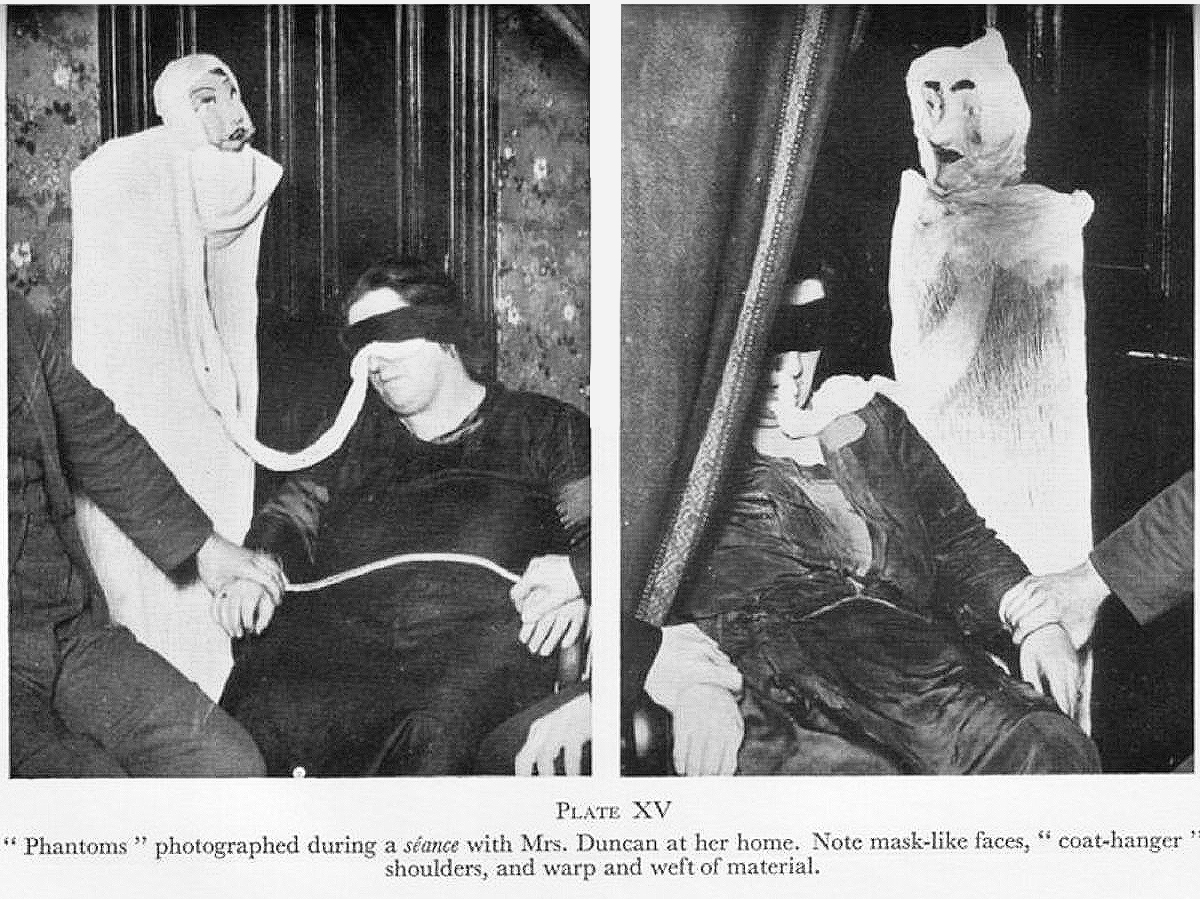
Helen Duncan era coneguda per utilitzar ninots i altre attrezzo com a ectoplasma a les seves sessions.

Price va exposar les tècniques fraudulentes de la mèdium Helen Duncan demostrant, mitjançant l'anàlisi d'una mostra d'ectoplasma produïda per Duncan, que era una gasa que havia empasat i regurgitat. Duncan també havia utilitzat caps i màscares de nines com a ectoplasma. Els mitjans també retallaven imatges de revistes i les enganxaven a la gasa per fingir que eren esperits dels morts. Un altre investigador, C.D. Broad, va escriure que l'ectoplasma en molts casos havia demostrat estar compost de material casolà com la mantega i la muselina, i que no hi havia proves sòlides que tingués res a veure amb els esperits.
Les fotografies fetes per Thomas Glendenning Hamilton de l'ectoplasma revelaren que estava fet de paper de seda i retalls de revistes de persones. La famosa fotografia feta per Hamilton de la mitjana Mary Ann Marshall (1880–1963) representava paper de seda amb un tall del cap d'Arthur Conan Doyle a un diari. Els escèptics han sospitat que Hamilton podria haver estat darrere de l'engany. Els médiums Rita Goold i Alec Harris es van disfressar en les seves sessions d'esperits d'ectoplasma i van ser exposats com a fraus. Les exposicions d'ectoplasma fraudulent a les sessions van provocar un ràpid descens de la mediumnitat física.

## En la cultura popular
A la pel·lícula de Cary Grant Topper de 1937, l'ectoplasma és el mitjà pel qual els fantasmes George i Marian Kirby es fan visibles.
A l'obra Blithe Spirit de 1941 i a les pel·lícules posteriors, Madame Acrati fa referència a l'ectoplasma a l'acte 1, escena 2.
Des de la seva estrena el 1984, la pel·lícula Cazafantasmes ha popularitzat en la ficció contemporània la idea d'associar fantasmes amb ectoplasma viscós, sovint verd.
A la novel·la infantil de 1996 escrita per Eva Ibbotson anomenada Dial-a-Ghost, els fantasmes estan formats per ectoplasma que és un estat de matèria/material.